# Flying Dutchman (duif)
Flying Dutchman (letterlijk: "vliegende Hollander") was een duif die zich in de Tweede Wereldoorlog verdienstelijk heeft gemaakt.
Flying Dutchman hielp geheim agenten. Op 13 december 2007 werd Flying Dutchman hiervoor postuum onderscheiden met de Dickin Medal, de hoogste Britse onderscheiding voor dieren.
Tweede Wereldoorlog ·
Nederland in WO2 ·
België in WO2 ·
nazi-Duitsland ·
 Portaal:Tweede Wereldoorlog